# Massimo Ceccaroni
Massimo Ceccaroni (* 15. August 1968 in Basel) ist ein ehemaliger Schweizer Profi-Fussballspieler; er spielte von 1987 bis 2002 und damit seine gesamte professionelle Karriere beim FC Basel. Heute arbeitet er in der Nachwuchsabteilung des FC Basel und nimmt dort seit 2017 auch im Verwaltungsrat Einsitz.
Ceccaroni, dessen Eltern aus Italien stammen, ist am Helvetiaplatz im Iselin-Quartier aufgewachsen. 1977 begann er, bei den Junioren des FC Basel Fussball zu spielen, und durchlief alle Juniorenabteilungen, bis er 1987 in die erste Mannschaft aufgenommen wurde. Seine grössten Erfolge waren der Wiederaufstieg mit dem FC Basel in die Nationalliga A (1994) und der erste Meistertitel des Vereins seit 22 Jahren (2002).
Obwohl fussballerisch limitiert, gilt Ceccaroni in seiner Heimatstadt Basel als Kultfigur. Einerseits, weil er 25 Jahre bei seinem Stammverein blieb und in den Spielen immer vollen Einsatz zeigte, andererseits, weil Ceccaroni während seiner gesamten Profikarriere in der obersten Spielklasse nie ein Tor erzielte; auch dann nicht, als er 2000 in einem Meisterschaftsspiel gegen die Grasshoppers Zürich einen Elfmeter verschoss und den folgenden Nachschuss an die Unterlatte statt ins leere Tor setzte.
Nachdem ihm 2002 der FC Basel den Vertrag nicht verlängert hatte, spielte er darauf kurz beim Amateurverein SC Dornach, bis er zum BSC Old Boys Basel als Spielertrainer wechselte. Seit Sommer 2012 ist Ceccaroni Technischer Leiter der Nachwuchsabteilungen des FC Basel. Sein Bruder Stefano Ceccaroni ist ebenfalls ehemaliger Fussballprofi und jetziger Fussballtrainer.
Im Februar 2019 meldete der FC Basel eine Beteiligung am indischen Fussballklub Chennai City, Massimo Ceccaroni wurde dabei als «Gesamtverantwortlicher Sport des Indien-Projekts und Indien-Botschafter des FCB» eingesetzt. Das Engagement wurde seither abgebrochen.
Ceccaroni ist Mitbesitzer der ABT Bodenbeläge AG und arbeitete dort während zehn Jahren.